# Sainte-Colombe, Charente

Sainte-Colombe este o comună în departamentul Charente, Franța. În 1 ianuarie 2017 avea o populație de 198 de locuitori.